# Tramways Sport Club
El Tramways Sport Club fue un equipo de fútbol de Brasil que jugó en el Campeonato Pernambucano, la primera división del estado de Pernambuco.

## Historia
Fue fundado el 23 de abril de 1934 en el barrio de Torre del municipio de Recife, capital del estado de Pernambuco por funcionarios de la compañía inglesa Tramways, dedicada a las concesiones relacionadas con energía y al transporte ferroviario en el municipio de Recife entre los años 1930 y años 1940.
Durante su existencia fue uno de los equipos más importantes de Recife, logrando llegar a su primera final del Campeonato Pernambucano en 1935, la cual terminaron perdiendo. Un año más tarde cobraron revancha y ganaron el título estatal por primera vez y de manera invicta anotando 69 goles y recibiendo 24, así como el de 1937 donde anotó 64 goles y recibió apenas 16, creando un récord activo de más de dos años sin perder en competiciones estatales. También logró ganar seis torneos municipales de manera consecutiva.
El 14 de septiembre de 1941 el club fue invitado a inaugurar el Estadio Presidente Vargas en el estado de Ceará donde enfrentó al Ferroviário AC, partido que perdieron 0-1.
El club participó en el Campeonato Pernambucano entre 1934 y 1941, y desaparece oficialmente en 1943 por falta de apoyo económico.

## Rivalidades
Su principal rivalidad fue con el Íris Sport Club en el llamado Clásico Simpático al ser ambos del Barrio de Torre y ser considerados como equipos hermanos. La serie fue dominada por el Tramways al ganar nueve de los 13 partidos oficiales en los que se enfrentaron.
También se incluye el Clásico Barreirense con el Torre Sport Club, el cual también dominó el Tramways al ganar cuatro de los cinco partidos en los que se enfrentaron.

## Palmarés
- Campeonato Pernambucano: 2

1936, 1937
- Campeonato Pernambucano de Segunda División: 1

1934
- Copa Torre: 6

1934, 1935, 1936, 1937, 1938, 1939

## Jugadores

### Jugadores destacados
- Zé Tasso
- Lius Felipe